# HBO
 (транскр.  Хоум бокс офис), познатији по акрониму HBO (транскр.  Ејч-Би-Оу), америчка је претплатничка телевизијска мрежа у власништву Warner Bros. Discovery Networks-а и водећа имовина матичног зависног предузећа  Програм мреже се првенствено састоји од биоскопских дугометражних филмова и оригиналних телевизијских серија, заједно са филмовима за кабловску, документарцима и повремено комедијама и концертних специјала.
HBO је покренут 1. марта 2006. године у Србији, што га чини најстаријом премијум телевизијом у земљи. Седиште предузећа у Србији налази се на адреси Булевар Михајла Пупина 6, Београд. Касније, покренути су и канали HBO 2 и HBO 3. Такође, емитују се два канала Cinemax на српском. Поред тога, прва стриминг услуга са локализованим садржајем на српском језику покренута је 2011. године под именом HBO Go и њу је 8. марта 2022. године заменио HBO Max.